# 入野站 (鹿兒島縣)
入野站（日语：／ Irino eki */?）是一座位於鹿兒島縣指宿市的九州旅客鐵道（JR九州）指宿枕崎線的鐵路車站。

## 車站構造
- 一個1面1線側式月台，不可以列車交會。
- 無人站。
- 地上車站。

## 利用狀況
- 在2007年，平均1日的乘車人數為28人。

| 乘車人數變化 | 乘車人數變化 |
| 年度         | 1日平均人數  |
| ------------ | ------------ |
| 2003         | 24           |
| 2004         | 18           |
| 2005         | 23           |
| 2006         | 28           |
| 2007         | 28           |

## 历史
- 1960年（昭和35年）3月22日：車站啟用。
- 1987年（昭和62年）4月1日：因國鐵分割民營化，本站成為九州旅客鐵道的車站。

## 車站周邊
- 開聞入野郵局
- 國道226號

## 相鄰車站
九州旅客鐵道
指宿枕崎線
開聞－入野－穎娃

## 相關項目
- 日本鐵路車站列表

## 外部連結
- 入野車站 （页面存档备份，存于）（日語）